# Rajarhat Gopalpur
Rajarhat Gopalpur là một thành phố và khu đô thị của quận North Twentyfour Parganas thuộc bang Tây Bengal, Ấn Độ.

## Nhân khẩu
Theo điều tra dân số năm 2001 của Ấn Độ, Rajarhat Gopalpur có dân số 271.781 người. Phái nam chiếm 52% tổng số dân và phái nữ chiếm 48%. Rajarhat Gopalpur có tỷ lệ 76% biết đọc biết viết, cao hơn tỷ lệ trung bình toàn quốc là 59,5%: tỷ lệ cho phái nam là 81%, và tỷ lệ cho phái nữ là 72%. Tại Rajarhat Gopalpur, 10% dân số nhỏ hơn 6 tuổi.